# Jaideep
Jaideep Virender (ur. 2 lutego 2004) – indyjski zapaśnik walczący w stylu wolnym. 
Zajął jedenaste miejsce na mistrzostwach Azji w 2025 roku. Złoty medalista wojskowych MŚ w 2024. Mistrz Azji U-23 w 2025 i drugi w 2024. Trzeci na MŚ kadetów w 2021 i juniorów w 2023 roku. 